# La Queue de Robespierre

La Queue de Robespierre (de son titre complet : La Queue de Robespierre, ou les Dangers de la liberté de la presse), est un pamphlet de la période thermidorienne publié le 9 fructidor an II (26 août 1794). 

## Description
Le succès du libelle La Queue de Robespierre se fonde « sur le croisement des registres politique, animal et grivois », tant et si bien qu'il engendre une vingtaine de suites, reprises et réponses
Dirigé contre les montagnards thermidoriens, considérés comme les « continuateurs » de Maximilien de Robespierre, et signé de « Felhémési » (anagramme de Méhée fils), il est écrit par Jean Claude Hippolyte Méhée de La Touche, ancien secrétaire de Jean-Lambert Tallien, et inaugure une floraison de pamphlets antijacobins.
Mêlant politique et obscénité dans une inspiration libertine, il est suivi d'une Suite à la Queue de Robespierre, d'un Rendez-moi ma queue, des Anneaux de la queue, d'un Défends ta queue, d'un Jugement du peuple souverain qui condamne à mort la queue infernale de Robespierre, de La Tête à la Queue, ou Première lettre de Robespierre à ses continuateurs, la plupart de Méhée.